# Cornelia Helfferich
Cornelia Helfferich (* 18. Juli 1951; † 23. November 2021) war eine deutsche Sozialwissenschaftlerin und Professorin für Soziologie an der Evangelischen Hochschule Freiburg und Leiterin des Sozialwissenschaftlichen Forschungsinstituts zu Geschlechterfragen (SoFFI F.) im Forschungs- und Innovationsverbund an der EH Freiburg (FIVE). Für die Bundesregierung war sie Mitglied der Sachverständigenkommission für den Ersten Gleichstellungsbericht (2009–2011).

## Leben und Wirken
Helfferich studierte Soziologie, Philosophie und Psychologie in Göttingen und anschließend Soziologie und Mathematik in Freiburg. Ab 1983 erfolgten erste Forschungsprojekte zu Mädchen- und Frauengesundheit, zu Suchtverhalten von Jugendlichen unter Geschlechterperspektive und zu ungewollten Schwangerschaften. Sie wurde 1990 an der Universität Freiburg zum Thema der Entwicklung von Geschlechtsidentitäten bei Jugendlichen promoviert. Ebenda habilitierte sie sich 2013 im Fach Soziologie. Ihre Habilitationsschrift lautete: „Geschlechterbeziehungen im Lebenslauf. Von der ersten Liebe bis zum letzten Kind. Grundlegung einer Soziologie der Familienplanung als biographisches Handeln“. Diese publizierte sie in überarbeiteter und erweiterter Fassung 2017 unter dem Titel „Familie und Geschlecht“. Die Publikation war gleichzeitig die theoretische Einbettung der Ergebnisse ihrer über zwei Jahrzehnte verfolgten Forschungen im Auftrag der Bundeszentrale für gesundheitliche Aufklärung zu Familienplanung unter Geschlechterperspektive.
Von 1995 bis 2016 war Helfferich Professorin für Soziologie an der Evangelischen Hochschule Freiburg, wo sie 1996 das Sozialwissenschaftliche FrauenForschungsInstitut (SoFFI F.) im Forschungs- und Innovationsverbund (FIVE) begründete. Von 1998 bis 2007 war sie Prorektorin und mit der Umsetzung des Bologna-Prozesses betraut. Von 2003 bis 2007 war sie zudem Dekanin des Fachbereichs „Management, Bildung und Organisation“. Von 2007 bis 2016 leitete sie den forschungsorientierten Masterstudiengang „Soziale Arbeit“.
2012 lehrte Helfferich als Gender-Gastprofessorin an der Fakultät für Gesundheitswissenschaften der Universität Bielefeld. Weitere Lehrtätigkeiten von 1998 bis 2021 waren an der Universität Freiburg, an der Universität Zürich und an der Fachhochschule Nordwestschweiz.
Für den ersten Frauengesundheitsbericht für Deutschland (1996–2001) bearbeitete Helfferich den Abschnitt zu reproduktiver Gesundheit.
Helfferich war 2008 bis 2011 Mitglied der Sachverständigenkommission zur Erstellung des Ersten Gleichstellungsberichts der Bundesregierung. Sie war Mitglied und wissenschaftliche Beirätin in zahlreichen Gremien auf Bundes- und Landesebene und gab vielen Fachdiskussionen entscheidende Impulse durch ihre Forschungsergebnisse.
2007 wurde ihr Institut SoFFI F. in Sozialwissenschaftliches Forschungsinstituts zu Geschlechterfragen umbenannt. Ihre Studien am SoFFI F. waren sowohl für die Politik als auch Polizei, freie Wohlfahrt, Kirche und Beratungsverbände wie etwa Pro familia von großer Bedeutung.

## Auszeichnungen
2007 wurde Cornelia Helfferich für herausragende Leistungen auf dem Gebiet der Familien- und Geschlechterforschung der Helge-Pross-Preis der Universität Siegen verliehen.

## Forschung
Helfferich forschte auf dem Gebiet der Gender- und Lebenslaufforschung. Schwerpunkte waren Familie und Familienplanung sowie Gewalt in Geschlechterbeziehungen. Neben der quantitativen Auswertung von Befragungsergebnissen entwickelte sie qualitative Forschungsdesigns. Dieser Mixed Methods Ansatz erlaubte Helfferich, quantitative Forschungsergebnisse um qualitative Ergebnisse zu erweitern bzw. die Ergebnisse in der Kombination beider Forschungsansätze zu verfeinern.

### Forschungen zu privaten Lebensformen, Partnerbeziehungen und Sexualität
Im Auftrag der Bundeszentrale für gesundheitliche Aufklärung führte Helfferich seit 1998 vier Bevölkerungsbefragungen zu reproduktiven Biographien und Familienplanung durch. In „frauen leben 1“ wurden Frauen befragt, in „männer leben 1“ Männer, in „frauen leben 2“ türkische und osteuropäische Migrantinnen. 2012 startete mit „frauen leben 3“ eine Wiederholungsbefragung. Insgesamt liegen aktuell n=19022 standardisierte Telefoninterviews von Frauen und n=136 qualitativ-biographische Interviews vor.
Helfferich konnte mit der Auswertung der Studien zeigen, wie sich Geschlechterungleichheit im Lebenslauf in Paarbeziehungen herausbilden und dass Familie unauflösbar mit der Konstitution von Geschlecht verbunden ist. Kinderwunsch, Schwangerschaft und Kinder sind die Faktoren der Reproduktion von Geschlecht in Paarbeziehungen. Wichtig ist hierbei aber auch der Zugang zu Verhütungsmitteln und die Möglichkeit des Schwangerschaftsabbruchs. In der Publikation „Familie und Geschlecht“ erfuhren die Ergebnisse der Studien auch eine familientheoretische Einbettung.
Im Verbund mit sechs Hochschulen erstellt aktuell das von Helfferich geleitete Forschungsinstitut SoFFI F  seit Herbst 2020 im Auftrag des Bundesministeriums für Gesundheit (BMG) die Studie „ELSA. Erfahrungen und Lebenslagen ungewollt Schwangerer – Angebote der Beratung und Versorgung“. Die Studie vergleicht Belastungen bei gewollt und ungewollt eingetretenen und bei ausgetragenen und abgebrochenen ungewollten Schwangerschaften.

### Forschung zu sexueller Interaktion, Gewalt in Paarbeziehungen und sexueller Gewalt in Kindheit und Jugend
Seit Beginn der 2000er Jahre lag Helfferichs zweiter Forschungsschwerpunkt auf dem Thema Gewalt in Paarbeziehungen. Es entstanden Typologien des Unterstützungsbedarfs, hergeleitet aus der subjektiven Perspektive betroffener Frauen. Mehrere Untersuchungen gaben der Politik Orientierung bei der notwendigen Weiterentwicklung des Unterstützungssystems. In diesen Studien wurde erstmals eine bundesweite Übersicht über Schutz- und Beratungsangebote erstellt und weiterer Bedarf identifiziert (aus: Beiträge zur Forschung zu Geschlechterbeziehungen, Gewalt und privaten Lebensformen, Einleitung S. 4).
Zwischen 2004 und 2015 forschte Helfferich auch zum Thema Prostitution und Menschenhandel von Frauen – unter anderem für das Bundeskriminalamt. Die fundierten wissenschaftlichen Erkenntnisse aus den Studien fanden ihren Niederschlag in der Ausbildung der Polizei, bei den Anlaufstellen für betroffene Frauen und in der Gesetzgebung.
Ab 2011 forschte Helfferich verstärkt zu sexueller Gewalt in Kindheit und Jugend. Der Fokus lag nun nicht mehr auf Frauen allein, sondern auf den Betroffenen jeden Geschlechts. In den Studien wurde die Perspektive von Betroffenen ins Zentrum gestellt. (aus: Beiträge zur Forschung zu Geschlechterbeziehungen, Gewalt und privaten Lebensformen, Einleitung S. 4)
In zwei vom Bundesministerium für Bildung und Forschung BMBF geförderten Forschungsprojekten untersuchte sie rund um die Themen Schutzprozesse sowie Prävention von Reviktimisierung bei sexuell missbrauchten Jugendlichen die Strategien, die helfen, Risiken zu minimieren, Grenzen zu setzen und die Handlungsfähigkeit der Betroffenen zu sichern.

### Entwicklung qualitativer Forschungsmethoden
Helfferich kombinierte in ihrer Forschung immer die quantitative Forschungsmethode mit der Qualitativen. Die große Zahl qualitativ-biographischer Interviews ermöglichte Helfferich die qualitative Methode zu verfeinern und gleichzeitig propagierte sie, die qualitative Forschung immer an den Forschungsgegenstand anzupassen. Die Agency-Analyse entwickelte sich zu ihrer präferierten Auswertungsstrategie. Neben dem Standardwerk „Qualität qualitativer Daten“ (Helfferich 2011, 2. Auflage) veröffentlichte sie eine Vielzahl von Aufsätzen zu qualitativen Forschungsmethoden und Auswertungsstrategien.

## Schriften (Auswahl)
- Jugend, Körper und Geschlecht. Die Suche nach sexueller Identität. Leske + Budrich, Opladen 1994, ISBN 978-3-8100-1150-3.
- Die Qualität qualitativer Daten. Manual für die Durchführung qualitativer Interviews. 4. Auflage, VS Verlag für Sozialwissenschaften, Wiesbaden 2010, ISBN 978-3-531-17382-5.
- Familie und Geschlecht. Eine neue Grundlegung der Familiensoziologie. Verlag Barbara Budrich, Opladen 2017, ISBN 978-3-8252-4662-4.